# Stroncone
Stroncone es una localidad italiana de la provincia de Terni, región de Umbría, con 4.940 habitantes.

## Galería

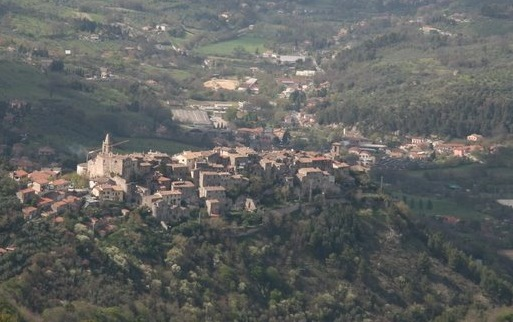

## Evolución demográfica
| Gráfica de evolución demográfica de Stroncone entre 1861 y 2001 |
|                                                                 |
| Fuente ISTAT - Elaboración gráfica por parte de Wikipedia       |